# СМС Арпад
СМС Арпад (SMS Árpád) био је аустроугарски бојни брод класе Хабзбург класификован као преддреднот. Брод је поринут 1901. године у Трсту. Име је добио по мађарској династији Арпадовци.
У Првом светском рату коришћен је само у нападима на Анкону. Године 1917. судјелује у нападима на аустријско-италијанској фронти као замена за потопљени Вјен.
Након рата предан је Уједињеном Краљевству, те је изрезан у Италији 1921. године.